# Etuikleid

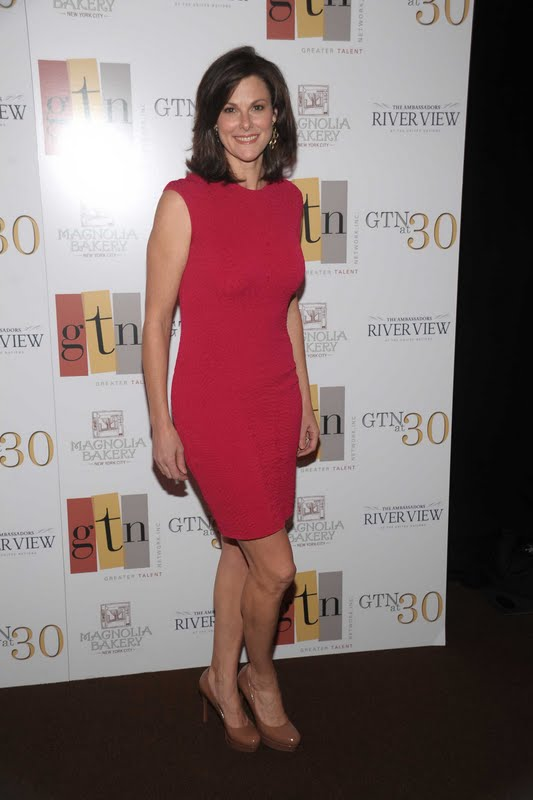
Die amerikanische TV-Moderatorin Campbell Brown posiert in einem Etuikleid.

Das Etuikleid ist ein Kleid, das in den 1930er und 1960er Jahren als besonders modisch galt. Vorläufer ist das Prinzesskleid des mittleren 19. Jahrhunderts. Im 21. Jahrhundert gilt das Etuikleid als zeitlos, business-gerecht und zählt zum klassischen Bestand der gehobenen Damengarderobe. Das Etuikleid wird mitunter mit dem Shiftkleid verwechselt, das jedoch um Taille und Hüfte herum weiter geschnitten ist.

## Beschreibung
Kennzeichen des Etuikleids ist seine enge, figurbetonte, dennoch ohne horizontale Taillennaht (Taillentrennung) geschnittene Passform. Das Etuikleid verfügt über einen kragenlosen, meist waagerechten Ausschnitt. Runde und spitz zulaufende Dekolletés sind ebenfalls üblich. Das Etuikleid wird ärmellos oder mit sehr kurzen Ärmeln (Kugelärmeln) getragen. Etuikleider reichen in der Regel bis zum Knie, allerdings sind etwas längere und kürzere Varianten (Mini-Etuikleid) möglich.
Der Name leitet sich vom französischen Etui (für Futteral) ab, womit ein Hinweis auf die Form gegeben wird. 
Berühmt wurde das Etuikleid in den 1960er Jahren vor allem durch prominente Trägerinnen wie Jacqueline Kennedy, Édith Piaf und Audrey Hepburn beziehungsweise in der Gegenwart durch die ehemalige amerikanische First Lady, Michelle Obama. Aufgrund des schlichten, schnörkellosen Schnitts und der grundsätzlich fehlenden oder sehr sparsamen Verzierung gilt es als edel und besonders elegant. Es kann heute problemlos, ähnlich wie das Kleine Schwarze, mit dem es über die einfache Schnittform verwandt ist, sowohl als Abendkleid, Cocktailkleid oder Geschäftskleidung getragen werden.